# Paoletta Magoni-Sforza
Paoletta Magoni-Sforza, née le 14 septembre 1964 à Selvino, est une ancienne skieuse alpine italienne.

## Palmarès

### Jeux olympiques
| Édition / Épreuve | Descente | Super G                          | Slalom géant | Slalom | Combiné                          |
| ----------------- | -------- | -------------------------------- | ------------ | ------ | -------------------------------- |
| JO 1984 Sarajevo  | —        | Épreuve inexistante à cette date | 32e          | Or     | Épreuve inexistante à cette date |
| JO 1988 Calgary   | —        | —                                | Abandon      | 7e     | —                                |

### Championnats du monde
| Édition / Épreuve           | Descente | Super G                          | Slalom géant | Slalom  | Combiné |
| --------------------------- | -------- | -------------------------------- | ------------ | ------- | ------- |
| Mondiaux 1982 Schladming    | 29e      | Épreuve inexistante à cette date | —            | —       | —       |
| Mondiaux 1985 Bormio        | —        | Épreuve inexistante à cette date | —            | Bronze  | —       |
| Mondiaux 1987 Crans-Montana | —        | —                                | 24e          | Abandon | —       |
| Mondiaux 1989 Vail          | —        | —                                | 24e          | Abandon | —       |

### Coupe du monde
- Meilleur résultat au classement général : 24e en 1985
  - 1 victoire : 1 slalom

#### Saison par saison
- Coupe du monde 1981 :
  - Classement général : 61e
- Coupe du monde 1982 :
  - Classement général : 76e
- Coupe du monde 1983 :
  - Classement général : 39e
- Coupe du monde 1984 :
  - Classement général : 38e
- Coupe du monde 1985 :
  - Classement général : 24e
    - 1 victoire en slalom : Pfronten
- Coupe du monde 1986 :
  - Classement général : 55e
- Coupe du monde 1987 :
  - Classement général : 27e
- Coupe du monde 1988 :
  - Classement général : 65e

### Arlberg-Kandahar
- Meilleur résultat : 12e place dans le slalom 1983-84 à Sestrières